# Самарь (исторический город)
Самарь, позже известна как Старая Самарь — древний казацкий город на невысоком холме правого берега реки Самары при впадении в неё её правого притока Кильчень и протоки Кильчени — Крымки чуть выше впадения Самары в Днепр. Город находился на полуострове севернее современного района города Днепр — пос. Шевченко.

## История
Самарь была торговым центром, таможенным городом у перевоза через реку Самару, где пересекались торговые пути из левобережной Украины на Крым и восток. 
Впервые упоминается в грамоте польского короля Стефана Батория от 20 августа 1576 года как «старинный запорожский городок Самарь с перевозом», где король подтверждает казакам право владения им. Эту грамоту подтверждал своим универсалом гетман Богдан Хмельницкий 15 января 1655 г. Старейшие археологические находки на городище — монеты Золотой Орды конца 14 века, казацкие товарные пломбы с самой ранней датой 1524 г. 
В 1687—1688 гг. по приказу российских монархов рядом с Самарью была сооружена Богородицкая крепость для московского гарнизона, при крепости образовался посад — Новобогородицк, а местное казацкое население разошлось по окрестным хуторам.
Сооружение Богородицкой крепости было вызвано необходимостью укрепить тыловую базу российско-украинских войск в их борьбе против Крымского ханства накануне Крымских походов и одновременно усилить контроль над Запорожской Сечью. Важную роль в этом деле сыграли гетман Иван Мазепа и российский военачальник Л. Г. Неплюев.
Вскоре крепость была разрушена в ходе казацкого восстания, но в 1698 году она отстроена как Новобогородицкая крепость, которая была ликвидирована по условиям Прутского мира с Османской империей в 1711 г. и вновь восстановлена в ходе очередной русско-турецкой войны в 1735 г.
Кош Запорожской Сечи неоднократно писал протесты царю Петру I, безрезультатно требуя ликвидировать Ново-Богородицкую крепость.
В 1786 г., после упразднения крепостей на Запорожье (в том числе и Новобогородицкой), из устья Кильчени сюда был перенесён уездный город Новомосковск, который, однако, уже в 1794 г. с этого места также был перенесён выше по р. Самаре.

## Современное состояние, археологические исследования
В настоящее время сохранились остатки земляных валов.
С 2017 г. на территории исчезнувшего города проводится ежегодный фестиваль «Самар-Днепр-Фест», планируется создание историко-культурного центра и Музея артефактов (при раскопках тут обнаружено более 20 000 находок).